# Walking on a Thin Line
Walking on a Thin Line (рус. Балансировать на тонкой грани) — третий студийный альбом немецкой группы Guano Apes. Выпуск состоялся 3 февраля 2003 года на лейбле BMG. Названием для альбома послужили строки из текста песни «Kiss the Dawn».
Альбом занял первое место в немецком чарте альбомов получив статус золотого за продажу более 100 000 копий.

## Информация об альбоме

### Предыстория
Работа над Walking on a Thin Line шла медленно и несколько раз откладывалась. В документальном фильме «Planet of the Apes» Деннис Пошватта заявил, что группа «совершила ошибку, зайдя в студию с неоконченными песнями. Вот почему потребовался год, чтобы написать и создать эту пластинку». На момент выхода «You Can’t Stop Me» ещё было неясно, каким будет название альбома. Несмотря на задержки, Сандра Насич назвала альбом своим любимым, сказав: «Это самая зрелая вещь, которую мы сделали. […] По сути, мы достигли того, к чему стремилась я».

### Создание и выпуск
Альбом записывался полностью в Германии в четырёх разных городах и студиях: Area 51 Recording Studios (Целле), Studios 301 (Кёльн), Horus Sound Studio (Ганновер), Home Studios (Гамбург). Мастеринг же проходил в одной из студий Лондона в городе Чизике мастерил альбом Ян Купер в Metropolis Studios. Основными продюсерами стали Фабио Трентини и Артемис Гунаки помимо них частично в роли продюсера впервые поучаствовала сама группа и Сандра Насич. Звукорежиссёрами пластинки стали Бен Хертель, Ян Хелле, Филсен Хоппен, Том Фейн во главе Клеменса Мацника также Мацник работал над сведением. Над барабанными партиями трудился Роланд Пейл с Росси Россбергом. Программинг релиза принадлежит Дирку Ригнеру и G-Ball’у. Оформлением альбома занималась студия Фриделя Мудерса FUEGO.
Релиз был издан в ограниченной версии с двумя бонус-треками: «Electric Nights» (вставлен в треклист между дорожками «Diokhan» и «Quietly») и «Counting The Days» (вставлен после «Plastic Mouth»). Четыре композиции были выпущены синглами первый из которых занял 10 место в чарте Германии. Второй и третий синглы заняли 51 место в немецком чарте. Для альбома была перезаписана демо-версия песни «Diokhan» дебютная запись которой датируется 1994 годом. Позже демо-версия попадёт в сборник Lost (T)apes.

## Восприятие
Рецензент издания Laut.de Эберхард Доблер полагает, что технически альбом выполнен «на высшем уровне», хваля и работу с вокалом, и с инструментами. Однако ему не хватило сильных мелодий и припевов. Дмитрий Бебенин из издания Звуки.ру, напротив, отмечает, что у альбома есть своя уникальная мелодичность и гармония, но допускает, что многие слушатели могли не понять её.

## Список композиций
Все тексты написаны Сандрой Насич, вся музыка написана Guano Apes.
| №                   | Название            | Длительность |
| ------------------- | ------------------- | ------------ |
| 1.                  | «You Can’t Stop Me» | 3:11         |
| 2.                  | «Dick»              | 2:42         |
| 3.                  | «Kiss the Dawn»     | 5:19         |
| 4.                  | «Pretty in Scarlet» | 4:03         |
| 5.                  | «Diokhan»           | 3:33         |
| 6.                  | «Quietly»           | 3:35         |
| 7.                  | «High»              | 3:23         |
| 8.                  | «Sing That Song»    | 3:02         |
| 9.                  | «Scratch the Pitch» | 3:44         |
| 10.                 | «Plastic Mouth»     | 4:04         |
| 11.                 | «Storm»             | 3:47         |
| 12.                 | «Sugar Skin»        | 4:13         |
| Общая длительность: | Общая длительность: | 44:36        |

| №                   | Название                         | Длительность |
| ------------------- | -------------------------------- | ------------ |
| 1.                  | «You Can’t Stop Me»              | 3:11         |
| 2.                  | «Dick»                           | 2:42         |
| 3.                  | «Kiss the Dawn»                  | 5:19         |
| 4.                  | «Pretty in Scarlet»              | 4:03         |
| 5.                  | «Diokhan»                        | 3:33         |
| 6.                  | «Electric Nights» (бонус-трек)   | 3:24         |
| 7.                  | «Quietly»                        | 3:35         |
| 8.                  | «High»                           | 3:23         |
| 9.                  | «Sing That Song»                 | 3:02         |
| 10.                 | «Scratch the Pitch»              | 3:44         |
| 11.                 | «Plastic Mouth»                  | 4:04         |
| 12.                 | «Counting the Days» (бонус-трек) | 3:36         |
| 13.                 | «Storm»                          | 3:47         |
| 14.                 | «Sugar Skin»                     | 4:13         |
| Общая длительность: | Общая длительность:              | 51:36        |

## Участники записи
| Технический персонал - Фабио Трентини — продюсер. - Артемис Гунаки — продюсер вокала. - Клеменс Мацник — сведение. - Бен Хертель, Ян Хелле, Филсен Хоппен, Том Фейн — звукорежиссёр. - Ян Купер — мастеринг. - Росси Россберг — звукорежиссёр ударных. - Дирк Ригнер, G-Ball — программирование. - Дирк Шелпмайер, Фридель Мудерс — оформление. | Guano Apes - Сандра Насич — вокал, продюсер вокала. - Хеннинг Рюменапп — гитара. - Штефан Уде — бас-гитара. - Деннис Пошватта — ударные. Дополнительные музыканты - Роланд Пейл — ударные. |